# 1941年兵臨莫斯科城下
《1941年兵臨莫斯科城下》是1985年Apple II電子遊戲，由策略遊戲出版社出版，改編自同名圖版遊戲。

## 玩法
《1941年兵臨莫斯科城下》模擬1941年夏德國與蘇聯的戰爭。

## 反響
《電腦遊戲世界》的Lew Fisher評測了遊戲，並稱就設計師首款電腦遊戲而言，《1941年兵臨莫斯科城下》可謂相當不錯。